# Eremoryzomys polius
Eremoryzomys polius (Osgood, 1913) è un roditore della famiglia dei Cricetidi, unica specie del genere Eremoryzomys (Weksler, Percequillo & Voss, 2006), endemico del Perù.

## Descrizione

### Dimensioni
Roditore di medie dimensioni, con la lunghezza della testa e del corpo tra 157 e 164 mm, la lunghezza della coda tra 180 e 188 mm e la lunghezza del piede di 30 mm.

### Caratteristiche craniche e dentarie
Il cranio è allungato, il rostro è largo e robusto, le ossa nasali sono lunghe. Le creste sopra-orbitali sono ben sviluppate e taglienti e si estendono posteriormente sulla scatola cranica. I fori palatali sono molto grandi.
Sono caratterizzati dalla seguente formula dentaria:

### Aspetto
Le parti dorsali sono grigie con dei riflessi fulvi lungo la schiena, mentre le parti inferiori sono bianco-grigiastre con la base dei peli grigia eccetto quelli situati sul mento. Sono presenti degli anelli scuri intorno agli occhi. Le orecchie sono piccole, nerastre e finemente ricoperte di peli. Le zampe sono bianche. La coda è più lunga della testa e del corpo, è ricoperta finemente di corti peli e di scaglie, è scura sopra e bianca sotto.

## Biologia

### Comportamento
È una specie terricola.

### Alimentazione
Si nutre di semi.

## Distribuzione e habitat
Questa specie è conosciuta soltanto in tre dipartimenti del Perù centro-settentrionale.
Vive nelle foreste secche secondarie tra 1.500 e 2.000 metri di altitudine.

## Conservazione
La IUCN Red List, considerati i continui problemi tassonomici, l'assenza di informazioni recenti circa l'estensione del proprio areale, lo stato della popolazione e i requisiti ecologici, classifica E.polius come specie con dati insufficienti (DD).